# Send Them Off!
Send Them Off! è un singolo del gruppo musicale britannico Bastille, il secondo estratto dal secondo album in studio Wild World e pubblicato il 31 agosto 2016.

## Video musicale
Il videoclip è stato pubblicato il 30 settembre 2016 attraverso il canale YouTube del gruppo e rende omaggio a numerosi film diretti da Stanley Kubrick.

## Tracce
Download digitale
1. Send Them Off! – 3:20

Download digitale – The Wild Remix
1. Send Them Off! (The Wild Remix) – 3:38

Download digitale – Whethan Remix
1. Send Them Off! (Whethan Remix) – 3:11

Download digitale – Tiësto Remix
1. Send Them Off! (Tiësto Remix) – 3:43

Download digitale – Mike Mago Remix
1. Send Them Off! (Mike Mago Remix) – 3:33

Download digitale – Skream Remix Radio Edit
1. Send Them Off! (Skream Remix Radio Edit) – 4:58

7" (Regno Unito)
- Lato A

1. Send Them Off! – 3:20

- Lato B

1. The Descent

## Classifiche
| Classifica (2016)      | Posizione massima |
| ---------------------- | ----------------- |
| Belgio (Fiandre)       | 50                |
| Belgio (Vallonia)      | 88                |
| Regno Unito            | 76                |
| Regno Unito (download) | 42                |
| Scozia                 | 40                |